# Katzenjammer
Katzenjammer est un groupe féminin de rock norvégien, originaire d'Oslo. Les membres sont Marit Bergheim, Solveig Heilo, et Turid Jørgensen. Marianne Sveen annonce son départ en 2016. Katzenjammer comportait également un cinquième « membre fantôme », Mats Rybø, qui a écrit la majeure partie des chansons du groupe. Leur style musical métisse différents genres tels que le folk, la pop, le rock, et la musique balkanique.
Les quatre musiciennes pratiquent chacune plusieurs instruments, pour un total dépassant vingt-cinq, instruments comme  l'accordéon, la contrebasse balkanique, la cithare, l'ukulele ou le melodica.

## Biographie

### Formation (2005–2007)
Les membres de Katzenjammer se rencontrent en 2004 pendant leurs études dans une école privée d'Oslo,. Le groupe est formé en 2007 pendant que les membres écoutaient Anne Marit Bergheim jouer le morceau Wading in Deeper au piano. Ensemble, leur force commun était « d'être les parias de l'école ». Katzenjammer pensait que leur école de musique n'enseignait rien d'original et « voulait juste enseigner ce qui a été fait. »
Le nom du groupe s'inspire des Katzenjammer Kids. Elles choisiront ce comics pensant avoir des traits de caractère similaires à ceux des personnages qui y sont issus. Le terme de Katzenjammer est un mot allemand qui signifie littéralement « larmes de chat », et est utilisé en Norvège pour décrire de la musique et instrumentation bas de gamme (ce qui est appelé en Allemagne Katzenmusik - « musique de chat »).

### Le Pop(2009–2010)

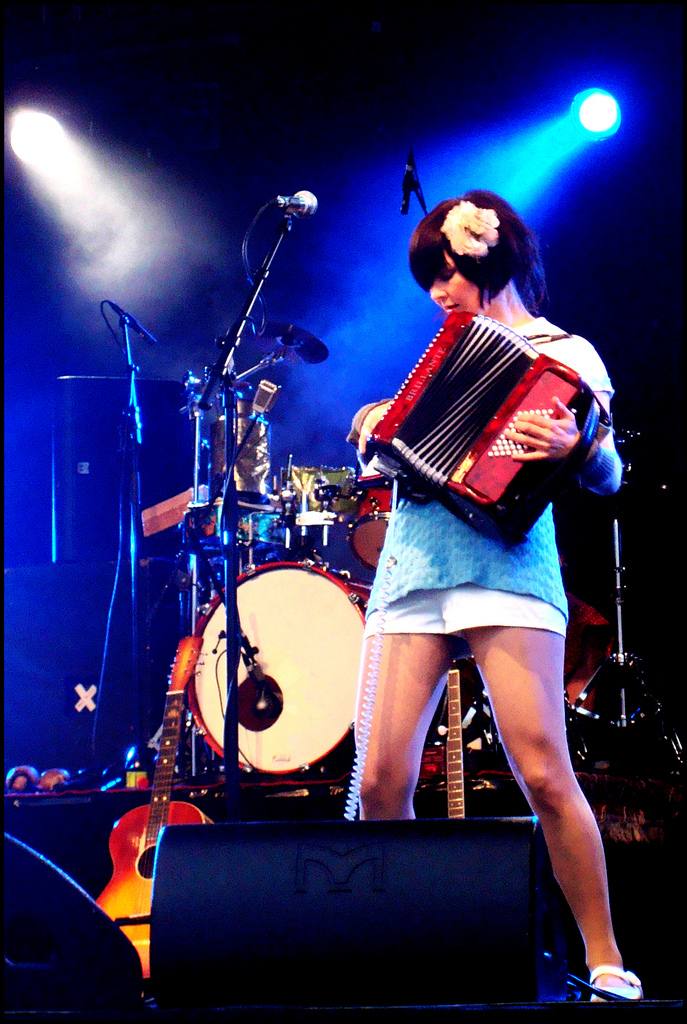
Anne Marit Bergheim en Norvège, en juin 2009.

En 2008, Katzenjammer est sélectionné pour la finale du concours annuel d'artistes indépendants Urørt par NRK. Elles remportent la troisième place avec le morceau A Bar in Amsterdam. Cette année, elles jouent à la convention musicale scandinave by:Larm d'Oslo, et se popularisent à l'échelle nationale.
Le premier album de Katzenjammer, Le Pop, est publié en septembre 2008. L'album est un mélange des styles pop, cabaret, country, et bluegrass. Les morceaux sont composés par un ami du groupe, Mats Rybø, et la musique est arrangée par Katzenjammer sur leur quinze instruments.
Le Pop est bien accueilli par la presse spécialisée. Il atteint la neuvième place du Norwegian albums chart et 71e place aux Pays-Bas,. En 2008, Le Pop est nommé pour un Spellemannprisen dans la catégorie de meilleur album de l'année.

### A Kiss Before You Go(2011–2013)

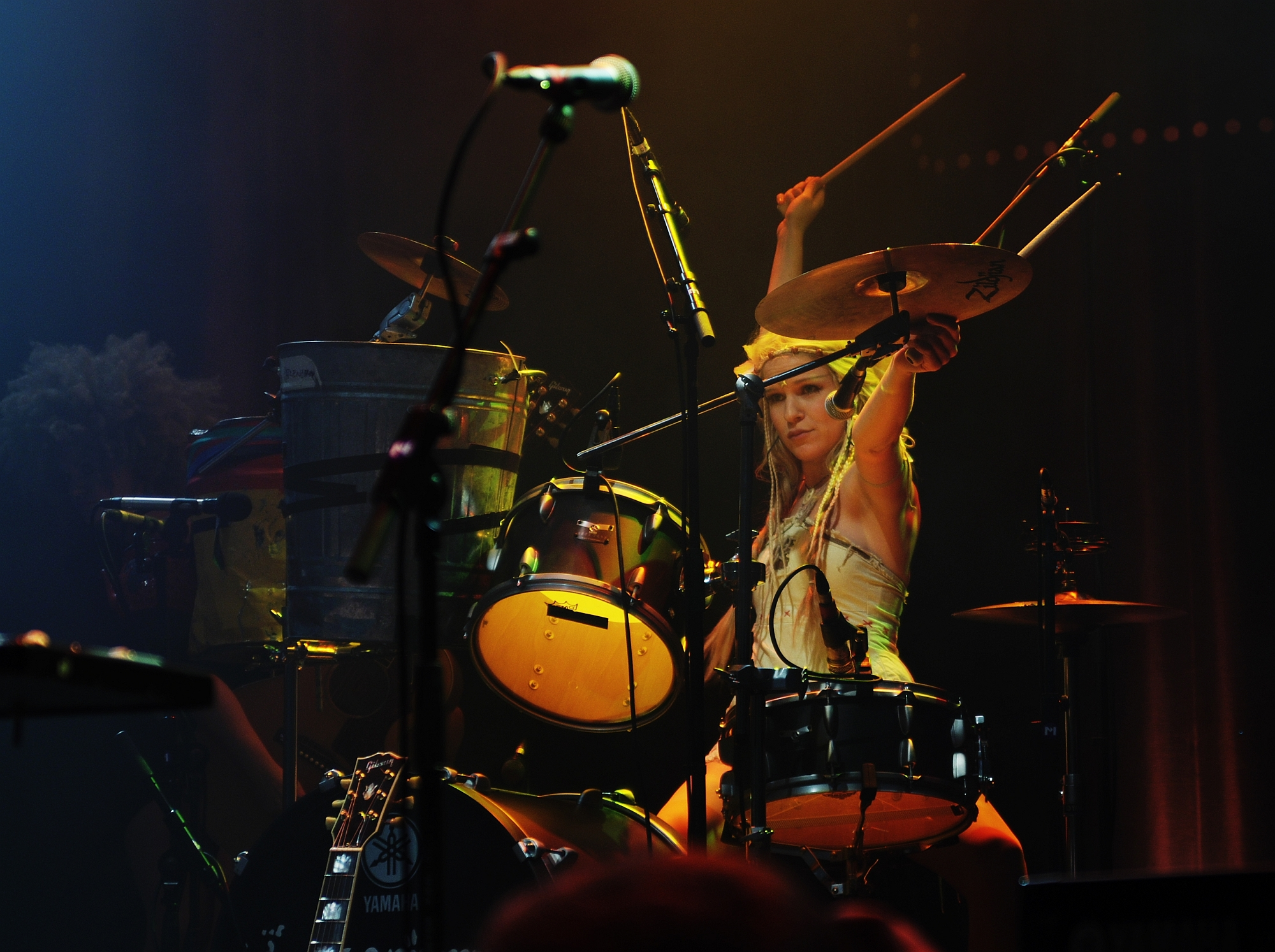
Solveig Heilo en 2011.

A Kiss Before You Go, le deuxième album de Katzenjammer, est publié en septembre 2011. Les paroles de l'album et sa direction musicale s'inspirent du film français La Cité des enfants perdus, A Kiss Before You Go débute septième des charts allemands et est certifié disque d'or. En Norvège, l'album est classé sixième. Il est bien accueilli par la critique,. Le premier single, I Will Dance (When I Walk Away), est un petit succès en Allemagne où il atteint la 32e place des classements.
En mai 2012, Katzenjammer publie A Kiss Before You Go: Live in Hamburg, leur premier album live. Enregistré au Große Freiheit 36 pendant les dates de concert à  Hambourg, pendant leur tournée 2011, il est publié en formats CD et DVD. En 2013, elles participent à l'ouvrage Think Like a Rockstar écrit par Ståle Økland.

### Rockland(depuis 2014)
Le 14 avril 2014, le groupe annonce sur Facebook être en studio pour la sortie d'un nouvel album. Le 18 novembre 2014, leur premier single, Lady Grey, est publié comme clip lyrique sur YouTube. Le 5 janvier 2015, le clip de Lady Grey est publié par Clash Magazine. Leur nouvel album, Rockland, est publié le 16 janvier 2015, via Vertigo et Universal Music.
Le 3 janvier 2016, Sveen annonce son départ du groupe sur Facebook.

## Discographie
- 2008 : Le Pop
- 2011 : A Kiss Before You Go
- 2012 : A Kiss Before You Go: Live in Hamburg, (album live)
- 2015 : Rockland